# Cavacoa
Cavacoa é um género botânico pertencente à família Euphorbiaceae.
As três espécies deste gênero são encontrados na África.

## Espécies
- Cavacoa aurea
- Cavacoa baldwinii
- Cavacoa quintasii

## Nome e referências
Cavacoa J.Léonard